# Бурбовський Олег Олександрович
Олег Олександрович Бурбовський (6 вересня 1937, Запоріжжя) — голова правління Запорізької обласної організації Національної спілки фотохудожників України, Заслужений працівник культури України, почесний громадянин Запоріжжя.

## Біографія
Народився 6 вересня 1937 року у Запоріжжі. 1961 році закінчив Таганрозький радіотехнічний інститут. У 1961—2008 роках — інженер-технолог заводу «Радіоприлад» (Запоріжжя). У 1963 році був одним із засновників та багаторічним головою фотоклубу «Запоріжжя». З 1990 року — голова Запорізької обласної організації Національної спілки фотохудожників України. Учасник понад 400 міжнародних і національних фотовиставок. 

## Відзнаки
Переможець, лауреат та дипломант всеукраїнських та міжнародних фотоконкурсів. Лауреат Всеукраїнської премії «Визнання» (2000), «Людина року» у номінації «Мистецтво та народна творчість», запорізького конкурсу «Зоряний шлях» (2001). 
Має понад 50 нагород, зокрема: Золоту медаль Дагера (Югославія), дві бронзові медалі (Гонконг), звання AFIAP — фотохудожника Міжнародної федерації фотомистецтва.
Із 2004 року Олег Бурбовський є почесним членом Запорізького міського об'єднання митців «Колорит».
За видатний особистий внесок в розвиток національного фотомистецтва, формування загальнолюдських цінностей добра та гуманізму, відродження духовності рідного краю рішенням Запорізької міської ради №4 від 23 вересня 2009 року йому присвоєно звання «Почесний громадянин міста Запоріжжя». 